# Xylophanes lichyi
Xylophanes lichyi  es una polilla de la  familia Sphingidae que vuela en Bolivia.
La longitud de sus alas delanteras es de 29 a 35 mm para los machos y de 32 a 38 mm para las hembras. 
Es similar a Xylophanes maculator, pero las líneas dorsales del tegulae, el tórax y el abdomen son más débiles. 
Además, la parte superior de su ala delantera color de tierra es más verdoso, la primera línea post meridiana es más basal en posición y dentada sobre su mitad discal y la banda mediana de la parte superior posterior es más ancha, con un borde interno uniforme y sin el sombreado rosado.
Las larvas probablemente se alimentan de especies de Rubiaceae y Malvaceae. 